# Peñamellera Baja
Peñamellera Baja è un comune spagnolo di 1 560 abitanti situato nella comunità autonoma delle Asturie. È uno dei comuni dell'area della gola della Hermida.